# 贾锁堂
贾锁堂（1958年3月—），山西沁源人，汉族，中华人民共和国政治人物、第十二届全国人民代表大会山西地区代表。

## 生平
毕业于华东师范大学光学专业，加入中国共产党。2013年，被选为全国人大代表。